# Nazionale maschile under 20 di calcio della Colombia
La nazionale di calcio della Colombia Under-20 è la rappresentativa calcistica della Colombia composta da giocatori Under-20 ed è affiliata alla CONMEBOL.

## Partecipazioni a competizioni internazionali

### Mondiali Under-20
| Anno   | Piazzamento      | G               | V               | N               | P               | GF              | GS              |
| ------ | ---------------- | --------------- | --------------- | --------------- | --------------- | --------------- | --------------- |
| 1977   | Non qualificata  | Non qualificata | Non qualificata | Non qualificata | Non qualificata | Non qualificata | Non qualificata |
| 1979   | Non qualificata  | Non qualificata | Non qualificata | Non qualificata | Non qualificata | Non qualificata | Non qualificata |
| 1981   | Non qualificata  | Non qualificata | Non qualificata | Non qualificata | Non qualificata | Non qualificata | Non qualificata |
| 1983   | Non qualificata  | Non qualificata | Non qualificata | Non qualificata | Non qualificata | Non qualificata | Non qualificata |
| 1985   | Quarti di finale | 4               | 1               | 2               | 1               | 5               | 10              |
| 1987   | Primo turno      | 3               | 1               | 1               | 1               | 4               | 5               |
| 1989   | Quarti di finale | 4               | 1               | 0               | 3               | 3               | 5               |
| 1991   | Non qualificata  | Non qualificata | Non qualificata | Non qualificata | Non qualificata | Non qualificata | Non qualificata |
| 1993   | Primo turno      | 3               | 1               | 0               | 2               | 5               | 7               |
| 1995   | Non qualificata  | Non qualificata | Non qualificata | Non qualificata | Non qualificata | Non qualificata | Non qualificata |
| 1997   | Non qualificata  | Non qualificata | Non qualificata | Non qualificata | Non qualificata | Non qualificata | Non qualificata |
| 1999   | Non qualificata  | Non qualificata | Non qualificata | Non qualificata | Non qualificata | Non qualificata | Non qualificata |
| 2001   | Non qualificata  | Non qualificata | Non qualificata | Non qualificata | Non qualificata | Non qualificata | Non qualificata |
| 2003   | Terzo posto      | 7               | 4               | 2               | 1               | 10              | 5               |
| 2005   | Ottavi di finale | 4               | 3               | 0               | 1               | 7               | 2               |
| 2007   | Non qualificata  | Non qualificata | Non qualificata | Non qualificata | Non qualificata | Non qualificata | Non qualificata |
| 2009   | Non qualificata  | Non qualificata | Non qualificata | Non qualificata | Non qualificata | Non qualificata | Non qualificata |
| 2011   | Quarti di finale | 5               | 4               | 0               | 1               | 11              | 6               |
| 2013   | Ottavi di finale | 4               | 2               | 2               | 0               | 6               | 2               |
| 2015   | Ottavi di finale | 4               | 1               | 1               | 2               | 3               | 5               |
| 2017   | Non qualificata  | Non qualificata | Non qualificata | Non qualificata | Non qualificata | Non qualificata | Non qualificata |
| 2019   | Quarti di finale | 5               | 2               | 1               | 2               | 9               | 4               |
| 2023   | Quarti di finale | 5               | 3               | 1               | 1               | 11              | 7               |
| Totale | 11/23            | 48              | 23              | 10              | 15              | 74              | 58              |

### Campionato sudamericano Under-20
| Anno   | Piazzamento      | G                | V                | N*               | P                | GF               | GS               |
| ------ | ---------------- | ---------------- | ---------------- | ---------------- | ---------------- | ---------------- | ---------------- |
| 1954   | Fase a gironi    | 3                | 1                | 2                | 0                | 3                | 2                |
| 1958   | Non partecipante | Non partecipante | Non partecipante | Non partecipante | Non partecipante | Non partecipante | Non partecipante |
| 1964   | Terzo posto      | 6                | 2                | 3                | 1                | 10               | 6                |
| 1967   | Fase a gironi    | 3                | 1                | 1                | 1                | 5                | 5                |
| 1971   | Fase a gironi    | 4                | 0                | 1                | 3                | 2                | 10               |
| 1974   | Fase a gironi    | 4                | 1                | 0                | 3                | 4                | 12               |
| 1975   | Non partecipante | Non partecipante | Non partecipante | Non partecipante | Non partecipante | Non partecipante | Non partecipante |
| 1977   | Fase a gironi    | 3                | 1                | 0                | 2                | 2                | 5                |
| 1979   | Fase a gironi    | 4                | 2                | 0                | 2                | 7                | 10               |
| 1981   | Fase a gironi    | 4                | 0                | 2                | 2                | 3                | 8                |
| 1983   | Fase a gironi    | 4                | 1                | 0                | 3                | 6                | 10               |
| 1985   | Terzo posto      | 7                | 3                | 3                | 1                | 12               | 6                |
| 1987   | Campione         | 7                | 4                | 1                | 2                | 11               | 2                |
| 1988   | Secondo posto    | 7                | 4                | 2                | 1                | 9                | 3                |
| 1991   | Fase a gironi    | 4                | 1                | 1                | 2                | 5                | 10               |
| 1992   | Terzo posto      | 6                | 2                | 2                | 2                | 4                | 2                |
| 1995   | Fase a gironi    | 3                | 1                | 1                | 1                | 4                | 4                |
| 1997   | Fase a gironi    | 4                | 1                | 2                | 1                | 6                | 8                |
| 1999   | Fase a gironi    | 4                | 0                | 1                | 3                | 4                | 8                |
| 2001   | Sesto posto      | 9                | 3                | 1                | 5                | 8                | 14               |
| 2003   | Quarto posto     | 9                | 5                | 1                | 3                | 16               | 10               |
| 2005   | Campione         | 9                | 7                | 2                | 0                | 20               | 6                |
| 2007   | Sesto posto      | 9                | 3                | 1                | 5                | 7                | 15               |
| 2009   | Quinto posto     | 9                | 3                | 3                | 3                | 10               | 10               |
| 2011   | Sesto posto      | 9                | 1                | 3                | 5                | 8                | 16               |
| 2013   | Campione         | 9                | 6                | 0                | 3                | 16               | 8                |
| 2015   | Secondo posto    | 9                | 4                | 3                | 2                | 12               | 5                |
| 2017   | Sesto posto      | 9                | 2                | 3                | 4                | 8                | 14               |
| 2019   | Quarto posto     | 9                | 3                | 3                | 3                | 4                | 3                |
| 2023   | Terzo posto      | 9                | 5                | 3                | 1                | 11               | 5                |
| 2025   | Terzo posto      | 9                | 6                | 1                | 2                | 16               | 7                |
| Totale | 29/31            | 185              | 73               | 46               | 66               | 233              | 224              |

## Tutte le rose

### Campionato mondiale di calcio Under-20
Campionato del mondo Under-20 19851 Higuita, 2 Mesa, 3 Nuñez, 4 J. Álvarez, 5 Ampudia, 6 Hurtado, 7 Tréllez, 8 Maturana, 9 Cabrera, 10 C. Álvarez, 11 Láinez, 12 Niño, 13 Córdoba, 14 Pérez, 15 R. Álvarez, 16 Caicedo, 17 Castaño, 18 Rodríguez, CT: Marroquín
Campionato del mondo Under-20 19871 Niño, 2 Díaz, 3 Muñoz, 4 Campos, 5 Caicedo, 6 Valderrama, 7 Guerrero, 8 Estrada, 9 Cabrera, 10 Pérez, 11 Pimiento, 12 Córdoba, 13 Pareja, 14 Jiménez, 15 Correa, 16 Cañón, 17 Tréllez, 18 Samaniego, CT: Castaño
Campionato del mondo Under-20 19891 Calero, 2 Cassiani, 3 Moreno, 4 Bermúdez, 5 Marulanda, 6 Martínez, 7 Muñoz, 8 Jiménez, 9 Calanche, 10 Santa, 11 Castro, 12 Córdoba, 13 Osorio, 14 Torres, 15 Restrepo, 16 Valenciano, 17 Vélez, 18 Cañas, CT: Peláez
Campionato del mondo Under-20 19931 Vélez, 2 Quintero, 3 Tierradentro, 4 Angulo, 5 Dinas, 6 Montoya, 7 Zambrano, 8 Perea, 9 Florez, 10 Betancourth, 11 Moreno, 12 González, 13 Álvarez, 14 Mafla, 15 Ortegón, 16 Restrepo, 17 Chávez, 18 Chiquillo, CT: Rueda
Campionato del mondo Under-20 20031 Solis, 2 de la Cuesta, 3 Arizala, 4 Pachón, 5 Guarín, 6 González, 7 Perea, 8 Otálvaro, 9 Ruiz, 10 Torres, 11 Montaño, 12 Landázuri, 13 Fawcett, 14 Aguilar, 15 Briceño, 16 Anchico, 17 Castrillón, 18 Araújo, 19 Carrillo, 20 Rivas, CT: Rueda
Campionato del mondo Under-20 20051 Arenas, 2 Valdez, 3 Zapata, 4 Estacio, 5 Zúñiga, 6 Morales, 7 Rodallega, 8 Toja, 9 Falcao, 10 Hernández, 11 Otálvaro, 12 Abella, 13 Guarín, 14 Aguilar, 15 Moreno, 16 Valencia, 17 Marrugo, 18 Rentería, 19 Casierra, 20 Machacón, 21 Ospina, CT: Lara
Campionato del mondo Under-20 20111 Bonilla, 2 Ospina, 3 Franco, 4 Arias, 5 Quiñónes, 6 Moreno, 7 Castillo, 8 Ortega, 9 Muriel, 10 Rodríguez, 11 Zapata, 12 A. Mosquera, 13 Cabezas, 14 Díaz, 15 Candelo, 16 J. Mosquera, 17 Calle, 18 Pérez, 19 Murillo, 20 Valencia, 21 Villate, CT: Lara
Campionato del mondo Under-20 20131 Bonilla, 2 Vergara, 3 Balanta, 4 Correa, 5 Aguilar, 6 Leudo, 7 Mojica, 8 Osorio, 9 Córdoba, 10 Quintero, 11 Palomeque, 12 Hurtado, 13 Palacios, 14 Pérez, 15 Barreiro, 16 Mena, 17 Rentería, 18 Ibargüen, 19 Borja, 20 Perea, 21 Mosquera, CT: Restrepo
Campionato del mondo Under-20 20151 Montero, 2 Hernández, 3 Angulo, 4 Londoño, 5 Quintero, 6 Tello, 7 Quiñónez, 8 Zapata, 9 Rodríguez, 10 Villareal, 11 Lucumí, 12 Vásquez, 13 Sánchez, 14 Quiñónes, 15 Ayala, 16 Barrera, 17 Otero, 18 Ibargüen, 19 Gutiérrez, 20 Borré, 21 Chávez, CT: Restrepo
Campionato del mondo Under-20 20191 Fontalvo, 2 Cuesta, 3 An. Reyes, 4 Arroyo, 5 Balanta, 6 Perea, 7 Angulo, 8 Alvarado, 9 Sandoval, 10 Hernández, 11 Sinisterra, 12 Lemus, 13 Mier, 14 Palma, 15 Carvajal, 16 Vera, 17 Caicedo, 18 Amaya, 19 Terán, 20 Carbonero, 21 Colorado, CT: Ar. Reyes
Campionato del mondo Under-20 20231 Marquinez, 2 Pedrozo, 3 Ocampo, 4 F. Álvarez, 5 Mantilla, 6 Vélez, 7 Hurtado, 8 Puerta, 9 Ángel, 10 Asprilla, 11 Manyoma, 12 Castillo, 13 Castilla, 14 Palacios, 15 Tanton, 16 Cortés, 17 Salazar, 18 Torres, 19 Monsalve, 20 Luna, 21 Rojas, CT: Cárdenas

### Campionato sudamericano di calcio Under-20
Campionato sudamericano Under-20 1992P Chiquillo, P D. Vélez, D Jaramillo, D Montoya, D Quinteros, D Tierradentro, D J. Vélez, C García, C Guapacha, C Mafla, C Ortegón, C Oviedo, C Peláez, C Perea, C Ramírez, A Castillo, A L. Moreno, A W. Moreno, A Mosquera, A Zambrano, CT: Restrepo
Campionato sudamericano Under-20 1995P Tascón, P Vidal, D Córdoba, D Fula, D Yepes, D López, C Bedoya, C Bolaño, C Ciciliano, C Hernández, C Morantes, C Rodríguez, C Villa, A Ángel, A Castillo, A Hurtado, A Vásquez, CT: Montoya
Campionato sudamericano Under-20 1997P Fernández, P Viáfara, D Bonilla, D Mosquera, D Quintana, D Rivas, D Tobar, D Valencia, C Candelo, C García, C Ortiz, C Quizena, C Suárez, C Viveros, A Castillo, A Córdoba, A Díaz, A Muñoz, A Nazarit, A Téllez, CT: Cruz e Valverde
Campionato sudamericano Under-20 1999P Barrientos, P Hoyos, D Alegría, D Asprilla, D Benítez, D González, D Martínez, D Mera, D Orozco, C Ferreira, C Leal, C Molina, C Palacios, C Pérez, C Vargas, C Vásquez, A Acuña, A Díaz, A Gil, A Victoria, CT: Miranda
Campionato sudamericano Under-20 20011 Uribe, 2 Conde, 3 Amará, 4 Valdez, 5 Toro, 6 Culma, 7 Villarreal, 8 Ramírez, 10 Montaño, 11 Álvarez, 12 Solís, 13 Rojano, 14 Castillo, 15 Bautista, 16 Bustos, 17 Florez, 18 Domínguez, 19 Ramos, 20 Chara, CT: Araujo
Campionato sudamericano Under-20 20031 Gil, 2 Landázuri, 3 Castrillón, 4 de la Cuesta, 5 Fawcett, 6 González, 7 Nájera, 8 Pachón, 9 Acosta, 10 Aguilar, 11 Anchico, 12 Araújo, 13 Estrada, 14 López, 15 Ramírez, 16 Rivas, 17 Montaño, 18 Muñoz, 19 Perea, 20 Ruiz, CT: Rueda
Campionato sudamericano Under-20 20051 Arenas, 2 Abella, 3 Zapata, 4 Morales, 5 Valdez, 6 Castro, 7 Casierra, 8 Zúñiga, 9 Aguilar, 10 Guarín, 11 Toja, 12 Marrugo, 13 Valencia, 14 Otálvaro, 15 Hernández, 16 Moreno, 17 Rodallega, 18 Briceño, 19 Falcao, 20 Rentería, CT: Lara
Campionato sudamericano Under-20 20071 Ospina, 2 Gallego, 3 Palomino, 4 García, 5 Bermúdez, 6 Bernal, 7 Quintero, 8 Martínez, 9 Cárdenas, 10 Pino, 11 Mahecha, 12 Arenas, 13 Arboleda, 14 H. Rojas, 15 Reina, 16 Loboa, 17 Chalar, 18 G. Rojas, 19 Ortiz, 20 Mosquera, CT: Lara
Campionato sudamericano Under-20 20091 Mosquera Marmolejo, 2 Chará, 3 Pertúz, 4 Díaz, 5 Cuesta, 6 Rojas, 7 Nazarit, 8 Leudo, 9 Castro, 10 Cárdenas, 11 Blanco, 12 Vargas, 13 Perlaza, 14 Pérez, 15 Arroyo, 16 Julio, 17 Mosquera Guardia, 18 Reina, 19 Mejía, 20 Ibarbo, CT: Silva
Campionato sudamericano di calcio Under-20 20111 Mosquera, 2 Ospina, 3 Franco, 4 Arias, 5 Saiz, 6 Moreno, 7 Escobar, 8 Cardona, 9 Ramos, 10 Ortega, 11 Castillo, 12 Villate, 13 Cabezas, 14 Díaz, 15 Córdoba, 16 Julio, 17 Calle, 18 Cuéllar, 19 Viafara, 20 Mendoza, CT: Lara
Campionato sudamericano di calcio Under-20 20131 Bonilla, 2 Vergara, 3 Balanta, 4 Correa, 5 Aguilar, 6 Leudo, 7 Cuero, 8 Higuita, 9 Córdoba, 10 Quintero, 11 Palomeque, 12 Hurtado, 13 Palacios, 14 Pérez, 15 Nieto, 16 Mena, 17 Mojica, 18 Figueroa, 19 Borja, 20 Perea, 21 Ibargüen, 22 Mosquera, CT: Restrepo
Campionato sudamericano di calcio Under-20 20151 Montero, 2 Hernández, 3 Angulo, 4 Londoño, 5 Quintero, 6 Tello, 7 Quiñónez, 8 Zapata, 9 Rodríguez, 10 Rovira, 11 Lucumí, 12 Vásquez, 13 Sánchez, 14 Castrillón, 15 Díaz, 16 Barrera, 17 Otero, 18 Manotas, 19 Morelos, 20 Borré, 21 Orejuela, 22 Chávez, 23 Caicedo, CT: Restrepo
Campionato sudamericano di calcio Under-20 20171 García, 2 Cuesta, 3 Segura, 4 Castro, 5 Arroyo, 6 Rojano, 7 Quiñones, 8 K. Balanta, 9 Ceter, 10 Hernández, 11 Gómez, 12 Arias, 13 Valencia, 14 Paz, 15 Chaverra, 16 Mina, 17 Díaz, 18 J. H. Balanta, 19 Obregón, 20 Atuesta, 21 Ramírez, 22 Fuentes, 23 Mora, CT: Restrepo
Campionato sudamericano di calcio Under-20 20191 Fontalvo, 2 Cuesta, 3 An. Reyes, 4 Moreno, 5 Balanta, 6 Góez, 7 Angulo, 8 Alvarado, 9 Correa, 10 Tolosa, 11 Carbonero, 12 Mier, 13 Delgado, 14 Valencia, 15 Carvajal, 16 Vera, 17 Ortíz, 18 Palacios, 19 Sandoval, 20 Enamorado, 21 Colorado, 22 Lemus, 23 Romaña, CT: Ar. Reyes
Campionato sudamericano di calcio Under-20 20231 Marquinez, 2 Pedrozo, 3 Ocampo, 4 F. Álvarez, 5 Mantilla, 6 Vélez, 7 Fuentes, 8 Puerta, 9 Durán, 10 Manyoma, 11 Caraballo, 12 Santander, 13 Castilla, 14 Zuleta, 15 Mina, 16 Cortés, 17 Salazar, 18 Torres, 19 Monsalve, 20 Luna, 21 Palacios, 22 Rojas, 23 Hurtado, CT: Cárdenas
Campionato sudamericano di calcio Under-20 20251 J. García, 2 S. García, 3 Sandoval, 4 Bazán, 5 Quiñones, 6 Ararar, 7 Aponzá, 8 Benítez, 9 A. Villarreal, 10 Perea, 11 Batioja, 12 Tovar, 13 Rentería, 14 Barrera, 15 Mosquera, 16 Rodríguez, 17 Arizala, 18 Landázuri, 19 González, 20 Montaño, 21 Sarabia, 22 Rojas, 23 N. Villarreal, CT: Torres